# Luverdense EC
Az Luverdense Esporte Clube, röviden Luverdense egy brazil labdarúgócsapat, melyet 2004-ben Lucas do Rio Verdében alapítottak. A Mato-Grossense bajnokságban és az országos másodosztály, a Série B küzdelmeiben vesznek részt.

## Sikerlista

### Állami
- 3-szoros Mato-Grossense bajnok: 2009, 2012, 2016

## Játékoskeret
2014-től
| # |        | Poszt | Név             |
| - | ------ | ----- | --------------- |
|   | Brazil | K     | Weverton        |
|   | Brazil | K     | Matheus         |
|   | Brazil | V     | Lucas Veneno    |
|   | Brazil | V     | Zé Roberto      |
|   | Brazil | V     | Edinho          |
|   | Brazil | V     | Michel Bertasso |
|   | Brazil | V     | Raul Prata      |
|   | Brazil | V     | Montoya         |
|   | Brazil | KP    | Fernando        |
|   | Brazil | KP    | Júlio Terceiro  |

| # |        | Poszt | Név                                  |
| - | ------ | ----- | ------------------------------------ |
|   | Brazil | KP    | Jean Patrick                         |
|   | Brazil | KP    | Rondinelly (kölcsönben a Grêmio-tól) |
|   | Brazil | KP    | Samuel                               |
|   | Brazil | KP    | Carlão                               |
|   | Brazil | KP    | Rubinho                              |
|   | Brazil | KP    | Jaílton                              |
|   | Brazil | CS    | Mateus Lima                          |
|   | Brazil | CS    | Ítalo                                |
|   | Brazil | CS    | Léo                                  |
|   | Brazil | CS    | Felipe Alves                         |